# Wacław Felczak
Wacław Felczak (29. května 1916 Golbice – 23. října 1993 Varšava) byl polský historik specializující se zejména na uherské a maďarské dějiny a na dějiny jižních Slovanů. Za druhé světové války působil jako kurýr polské exilové vlády mezi Londýnem a okupovaným Polskem. V této činnosti pokračoval i po válce, až byl v roce 1948 zatčen na území tehdejšího Československa a předán polským úřadům. Byl odsouzen na doživotí, v roce 1956 byl z vězení propuštěn. Od roku 1958 působil jako historik na Jagellonské univerzitě v Krakově. V 70. a 80. letech se podílel na formování maďarské demokratické opozice.

## Dílo
- Felczak, Wacław: Historia Węgier. Wrocław: Zakład Narodowy im. Ossolińskich, 1983. ISBN 83-04-01028-3.
- Felczak, Wacław – Wasilewski, Tadeusz: Historia Jugosławii. Wrocław: Zakład Narodowy im. Ossolińskich, 1985. ISBN 83-04-01638-9.